# Laguna de la Fajã dos Cubres
La laguna de la Fajana dos Cubres es una laguna de la isla de San Jorge. En las inmediaciones de esta laguna surge una zona de pequeñas flores amarillas, las Cubres, con el nombre científico de (Solidago sempervirens L.).
La laguna de la Fajana dos Cubres se encuentra en la freguesia de la Ribeira Seca, de la costa Norte de la isla de São Jorge y  se formó por el desmoronamiento del acantilado que está a un nivel superior y también como la Laguna de la Fajana de Santo Cristo se fue formando por la erosión y desmoronamiento de las montañas de la costa Norte de la isla, debido a la abrasión marítima, a los movimientos telúricos y al vulcanismo relativamente reciente que se conjugaron para precipitar grandes cantidades de materiales rocosos de las tierras más altas sobre la costa.
Prácticamente caso único en Azores es una laguna de agua salobre y sujeta a las mareas que remueven sus aguas contribuyendo a la oxigenación de las mismas. Ahí se pescan mujas, nombre dado por los locales a las jóvenes lisas que se ocultan entre la abundante vegetación que crece en sus aguas. En los márgenes de la laguna, los pastizales interiores, son abundantes en junqueras, y ganado que pasta libremente.
También son muy abundantes los pequeños camarones que son muy usados localmente en la pesca del mero. 
A esta laguna nunca ha sido posible llegar en barco y siempre quedan varados en los guijarros de la orilla costera adyacente.
Junto a la laguna existe un pozo de baja mar de donde es retirada agua potable aunque igualmente algo salobre. La capa freática que alimenta este pozo es la misma que alimenta la laguna ya que esa capa freática se extiende prácticamente desde el pie del acantilado.
Se observan muchas especies de diferentes aves, ya sea de paso o residentes: nidifican en este lugar la pardela cenicienta (Calonectris diomedea), el charrán rosado (Sterna dougallii) y el charrán común (Sterna hirundo). Aves que están rigurosamente protegidas por leyes nacionales e internacionales.
Aparecen aún el pato, el ganso, el gorrión, la lavandera, el mirlo, y el estronino y decenas de otras aves migratórias que pasan por la laguna de camino a su destino.
En cuanto a la flora aparece el brezo (Erica azorica) endémica de Azores y la faya (Myrica faya) endémica de Azores.
Los principales hábitats naturales de este lugar son: playas de guijarros, acantilados marinos y roquedos marinos.